# 2014-15年克羅埃西亞總統選舉
2014-15年克羅埃西亞總統選舉進行了兩輪投票。第一輛投票是在2014年12月28日，由於沒有一位候選人取得過半得票，因此舉行了第二輪投票。第二輪投票是在2015年1月11日。投票結果是克羅埃西亞民主聯盟的科琳達·格拉巴爾-基塔諾維奇當選總統，她成為克羅埃西亞史上首位女總統。